# Sarah El-Khouly
Sarah El-Khouly (Cairo-Egipto) es una modelo y reina de belleza titular de su país a Miss Universo 2011, además de partticipar en Miss Mundo 2010.
Es además Miss Mediterráneo 2011, tiene ascendencia croata y árabe

## Reinados

### Miss Mundo 2010
Sara fue coronada Miss Mundo 2010 Egipto el 7 de julio de 2010 en El Cairo. En el momento de la coronación, ella era una estudiante en la Universidad Americana de Sharjah. Finalmente, el 20 de octubre de 2010 representó a su país en el certamen de belleza Miss Mundo 2010, celebrado en Sanya, China. Ella no lugar entre las 25 semifinalistas del concurso, que fue ganado por Alexandria Mills, en representación de los Estados Unidos.

### Miss Mediterráneo 2011
El 4 de junio de 2011 Sara representó a Egipto en el concurso de 2011 de Miss Mediterráneo, celebrada en Nicosia, Chipre. Ella venció a otras 14 concursantes y se llevó a casa la corona y el título. Esto marcó el representante de Egipto primero en un concurso internacional después de la revolución de 2011 Egipto

### Miss Universo 2011
Debido a la situación política en Egipto, no hubo concurso nacional en 2011. Como participante del desfile de belleza con experiencia, por lo tanto, Sara fue elegida como la representante oficial de Egipto en el certamen de Miss Universo 2011 que se celebrará el 12 de septiembre de 2011 en São Paulo, Brasil